# Appendicula malindangensis
Appendicula malindangensis là một loài thực vật có hoa trong họ Lan. Loài này được (Ames) Schltr. mô tả khoa học đầu tiên năm 1912.